# آننری
آننری (به آلمانی: Annenriede) یک رود در آلمان است که در نیدرزاکسن واقع شده‌است.